# گئورگی بلیزناشکی
گئورگی بلیزناشکی (بلغاری: Георги Близнашки؛ زادهٔ ۴ اکتبر ۱۹۵۶) یک سیاست‌مدار اهل بلغارستان است.